# Звонков, Роман Владимирович
Роман Владимирович Звонков (2 июля 1969, Свердловск — 4 сентября 1995, Сумская область) — советский и украинский биатлонист, участник зимних Олимпийских игр 1994 года, бронзовый призёр чемпионата Европы (1995), участник Кубка мира. Мастер спорта СССР (1990), Мастер спорта Украины международного класса.

## Биография
В детском возрасте занимался прыжками с трамплина и лыжными гонками, с 15 лет занимался биатлоном. До 1991 года представлял спортивное общество «Динамо» и город Свердловск, затем представлял город Сумы. Был воспитанником тренера Александра Фёдоровича Бекренева.
В 1988 году выиграл юниорскую гонку на соревнованиях «Ижевская винтовка», в 1990 году стал призёром юниорского первенства СССР.
Во взрослых соревнованиях в 1989 году стал бронзовым призёром Спартакиады народов РСФСР в эстафете в составе сборной Свердловска, в 1990 году также стал чемпионом РСФСР в эстафете, а в 1991 году — в индивидуальной гонке.
С 1992 года выступал за сборную Украины. Неоднократно побеждал на чемпионатах Украины. На Кубке мира дебютировал в сезоне 1993/94 на этапе в Бадгастайне, где стал 115-м в индивидуальной гонке. На следующем этапе, в Рупольдинге, впервые набрал очки в зачёт Кубка мира, заняв 25-е место в спринте. Лучшим результатом на этапах Кубка мира (не считая чемпионата мира) стало 10-е место в индивидуальной гонке на этапе в Антерсельве в сезоне 1993/94.
Участвовал в зимней Олимпиаде 1994 года в Лиллехаммере, стартовал в двух дисциплинах — в индивидуальной гонке был 14-м, а в эстафете — 15-м. На чемпионате мира 1995 года в Антерсельве стал четвёртым в индивидуальной гонке, отстав на 0,5 сек от бронзового призёра Олега Рыженкова, а также пятым — в командной гонке и 11-м — в эстафете. На европейском чемпионате того же года в Анси (Ле-Гран-Борнан) стал бронзовым призёром в эстафете вместе с Русланом Лысенко, Валентином Джимой и Тарасом Дольным.
Погиб в автокатастрофе на 27-м году жизни. Похоронен на Нижне-Исетском кладбище Екатеринбурга.
В Сумах более 20 лет проводятся соревнования его памяти, аналогичные соревнования проводились в Екатеринбурге.